# Condado de Marion (Mississippi)
O Condado de Marion é um dos 82 condados do estado norte-americano do Mississippi. A sua sede de condado é Columbia, que é também a sua maior cidade.
O condado tem uma área de 1422 km² (dos quais 16 km² estão cobertos por água), uma população de 27 088 habitantes, e uma densidade populacional de 19 hab/km² (segundo o censo nacional de 2010). O condado foi fundado em 1811 e recebeu o seu nome em homenagem a Francis Marion (1732-1795), general que participou na Guerra da Independência dos Estados Unidos.